# Údlice
Údlice är en ort i Tjeckien.   Den ligger i regionen Ústí nad Labem, i den nordvästra delen av landet, 80 km nordväst om huvudstaden Prag. Údlice ligger 290 meter över havet och antalet invånare är 1 039.
Terrängen runt Údlice är platt åt sydost, men åt nordväst är den kuperad.Runt Údlice är det ganska tätbefolkat, med 192 invånare per kvadratkilometer. Närmaste större samhälle är Chomutov, 3,6 km nordväst om Údlice. Trakten runt Údlice består till största delen av jordbruksmark.